# 아바니 그렉
아바니 그렉(Avani Gregg, 2002년 11월 23일 ~ )은 미국의 SNS스타, 메이크업 아티스트이다.